# Myrcia crispa
Myrcia crispa är en myrtenväxtart som beskrevs av Mcvaugh. Myrcia crispa ingår i släktet Myrcia och familjen myrtenväxter. Inga underarter finns listade i Catalogue of Life.